# Macrorrhyncha veleka
Macrorrhyncha veleka är en tvåvingeart som beskrevs av Bechev 1992. Macrorrhyncha veleka ingår i släktet Macrorrhyncha och familjen platthornsmyggor.
Artens utbredningsområde är Bulgarien. Inga underarter finns listade i Catalogue of Life.